# Dreamboy/Dreamgirl
"Dreamboy/Dreamgirl" é um single lançado por Cynthia e Johnny O. Este dueto foi a canção de maior sucesso na Billboard Hot 100 lançado por ambos, alcançando a posição #53 em 1990.

## Desempenho nas paradas musicais
| Parada musical (1990)                               | Melhor posição |
| --------------------------------------------------- | -------------- |
| Estados Unidos (Billboard Hot 100)                  | 53             |
| Estados Unidos (Hot Dance Music/Maxi-Singles Sales) | 17             |